# بخش نورشوپینگ
بخش نورشوپینگ (به سوئدی: Norrköpings kommun) یک ناحیه شهری در سوئد است که در شهرستان اوستر گوتلاند واقع شده‌است.

## خواهرخوانده
شهرهای Klaksvík، کوپاووگور، لینتس، ادنسه، ریگا، تامپره و تروندهایم خواهرخوانده‌های بخش نورشوپینگ هستند.